# Használati minta
A használati minta oltalma a találmányok egyik iparjogvédelmi oltalmi formája a szabadalmi oltalom mellett.
Használati mintaoltalomban részesülhet valamely tárgy kialakítására, szerkezetére vagy részeinek elrendezésére vonatkozó műszaki megoldás, ha új, ha feltalálói lépésen alapul és iparilag alkalmazható.
Magyarországon ezt az oltalmi formát az 1991. évi  XXXVIII. törvény  vezette be.
Külföldön kevés ország biztosítja a használati minták külön ("sui generis") oltalmát, az országok jelentős részében a fogalom ismeretlen.